# 와타나베 야스노리
와타나베 야스노리(일본어: 渡辺泰憲, 1974년 7월 2일 ~ 2010년 4월 3일)는 일본의 럭비 유니언 선수였다. 2010년 4월 3일에 가마쿠라역에서 철도 사고로 사망했다.